# Liste der Naturdenkmäler in Wilnsdorf
Die Liste der Naturdenkmäler in Wilnsdorf nennt die Naturdenkmäler in Wilnsdorf im Kreis Siegen-Wittgenstein in Nordrhein-Westfalen.

## Naturdenkmäler
| Reg.-Nr. | Bezeichnung                      | Lage                                                                             | Beschreibung                                                               | Bild |
| -------- | -------------------------------- | -------------------------------------------------------------------------------- | -------------------------------------------------------------------------- | ---- |
| ND 1     | Rotbuche am Wiebelhäuser Bachtal | Südlich von Wilgersdorf, nahe der Landesgrenze zu Hessen am Wiebelhäuser Bachtal | Rotbuche mit breit ausladender, tief ansetzender Krone auf einer Waldwiese |      |
| ND 2     | Bergahorn                        | Nördlich von Wilgersdorf in der Feldflur                                         | Einzelbaum                                                                 |      |
| ND 3     | Clemens-Geßner Buche             | Östlich von Wilgersdorf                                                          | Rotbuche mit breit ausladender, tief ansetzender Krone                     |      |
| ND 4     | Rotbuche                         | Westlich von Oberdielfen am Bösenberg                                            | Rotbuche mit breit ausladender Krone im Waldbestand                        |      |
| ND 5     | Rotbuche Eichertshecke           | Südlich von Rudersdorf nahe der Ortsrandlage                                     | Einzelbaum                                                                 |      |
| ND 6     | Eiche                            | Südlich von Wilgersdorf am Sporkenweg                                            | Eiche am Waldrand                                                          |      |
| ND 7     | Rotbuche                         | Nördlich von Rödgen an der Leimbachquelle                                        | Einzelbaum                                                                 |      |
| ND 8     | Rotbuchen                        | Südwestlich von Oberdielfen                                                      | Zwei Einzelbäume                                                           |      |
| ND 9     | Kiefer                           | Südlich des Emilienhofes im Klabachtal,                                          | Einzelbaum                                                                 |      |
| ND 10    | Kaisereiche                      | Südlich von Oberdielfen an der Ortsrandlage                                      | Einzelbaum                                                                 |      |
| ND 11    | Eiche                            | Südlich von Anzhausen, nördlich der Landstraße 722                               | Breit ausladende Eiche im Waldbestand                                      |      |
| ND 12    | Eiche                            | Südwestlich von Wilgersdorf am Theodor-Noa-Heim                                  | Eiche im Waldbestand                                                       |      |
| 1        | 1 Eiche                          | Anzhausen; Haegerstr. 1                                                          |                                                                            |      |
| 2        | 1 Esche                          | Anzhausen; Anzhausener Str. 32                                                   |                                                                            |      |
| 5        | 1 Esche                          | Flammersbach; Flammersbacher Str. 21                                             |                                                                            |      |
| 7        | 1 Eiche                          | Flammersbach; Heiersche Straße                                                   |                                                                            |      |
| 9        | 1 Ahorn                          | Oberdielfen; An der Hainbuche 1                                                  |                                                                            |      |
| 10       | 2 Eschen                         | Oberdielfen; Oberdielfener Str. 1                                                |                                                                            |      |
| 11       | 1 Linde                          | Obersdorf; Rödgener Str. 53                                                      |                                                                            |      |
| 12       | 1 Esche                          | Rinsdorf; Eiserfelder Str. 39                                                    |                                                                            |      |
| 14       | 3 Eichen                         | Rinsdorf; An der Holler 18 und 20                                                |                                                                            |      |
| 17       | 1 Linde                          | Wilden; Freier-Grunder-Str. 20                                                   |                                                                            |      |
| 19       | 1 Esche                          | Wilden; Am Wildebach 1                                                           |                                                                            |      |
| 20       | 3 Eichen                         | Wilden; Hermann-Löns-Str. 4, Platz bei den drei Eichen                           |                                                                            |      |
| 22       | 1 Linde                          | Wilden; Freier-Grunder-Str. 95                                                   |                                                                            |      |
| 24       | 3 Eichen                         | Wilnsdorf; Einsiedelstraße                                                       |                                                                            |      |